# Балашовка (Томская область)
Балашо́вка — деревня в Шегарском районе Томской области. В составе Северного сельского поселения.

## География
В 68 км от города Томска, в 33 км от с. Мельниково.

## История
Основано в 1907. В 1926 году посёлок Балашевский состоял из 78 хозяйств, основное население — белорусы. Центр Балашовского сельсовета Кривошеинского района Томского округа Сибирского края.
Первые переселенцы прибыли сюда в по столыпинской реформе. В 4-5 км от с. Гусево на берегу озера Глубокого построили дворы, раскорчевали земли и стали крестьянствовать. Население росло быстро, к началу советской власти деревня была протяженностью почти три километра. В первую мировую крепких мужиков мобилизовали. Многие из них сложили свои буйные головы на чужой земле. Во время гражданской отряды Колчака добрались и до Балашовки. С наступлением советской власти Балашовка стала относится к Гусевскому сельсовету.
До коллективизации все жили большим единоличным хозяйством. Почти в каждом дворе мычали коровы, блеяли овцы, с которыми играли дети, радовали крестьянский глаз лошади. Подрастающие сыновья рано становились помощниками отцам: пасли коней, гоняли их водопой для своих младших братьев и сестер, носили воду, собирали ягоды и грибы.
В колхоз «Красный пахарь» первыми вступили однолошадные, безлошадные и остальные крестьяне. Рядом с мужчинами работали в колхозе женщины и дети. Когда началось объединение хозяйств, «Красный пахарь» вошёл в Гусевский колхоз «Молот». Многие жители Балашовки уехали в Томск, Северск, Гусево, Мельниково.

## Население
| 1926 | 2002 | 2010 | 2012 | 2013 | 2014 | 2015 |
| ---- | ---- | ---- | ---- | ---- | ---- | ---- |
| 381  | ↘22  | ↘14  | →14  | ↘13  | ↗17  | →17  |
| 2021 |      |      |      |      |      |      |
| ↘15  |      |      |      |      |      |      |